# 2 Andromedae
2 Andromedae è una stella bianca nella sequenza principale di magnitudine 5,09 situata nella costellazione di Andromeda. Dista 350 anni luce dal sistema solare ed è in realtà una binaria, la compagna è una stella di classe F di magnitudine 7,43. Il periodo orbitale della coppia è di 74 anni e l'orbita è estremamente eccentrica (e = 0,8).

## Osservazione

2 Andromedae è la stella in alto; l'altra, più luminosa, è.

Si tratta di una stella situata nell'emisfero celeste boreale. La sua posizione moderatamente boreale fa sì che questa stella sia osservabile specialmente dall'emisfero nord, in cui si mostra alta nel cielo nella fascia temperata; dall'emisfero australe la sua osservazione risulta invece più penalizzata, specialmente al di fuori della sua fascia tropicale. La sua magnitudine pari a 5,1 fa sì che possa essere scorta solo con un cielo sufficientemente libero dagli effetti dell'inquinamento luminoso.
Il periodo migliore per la sua osservazione nel cielo serale ricade nei mesi compresi fra fine agosto e dicembre; nell'emisfero nord è visibile anche fino alla metà dell'inverno, grazie alla declinazione boreale della stella, mentre nell'emisfero sud può essere osservata limitatamente durante i mesi della primavera australe.

## Caratteristiche fisiche
La stella è una bianca nella sequenza principale; possiede una magnitudine assoluta di -0,06 e la sua velocità radiale positiva indica che la stella si sta allontanando dal sistema solare.